# Iran Fajr International 2007
Die Iran Fajr International 2007 im Badminton fanden vom 2. bis zum 5. Februar 2007 statt.

## Sieger und Platzierte
| Disziplin    | Gold                           | Silber                                            | Bronze                             |
| ------------ | ------------------------------ | ------------------------------------------------- | ---------------------------------- |
| Herreneinzel | Nabil Lasmari                  | Niluka Karunaratne                                | Ali Shahhosseini                   |
| Herreneinzel | Nabil Lasmari                  | Niluka Karunaratne                                | Kaveh Mehrabi                      |
| Dameneinzel  | Ana Moura                      | Renu Chandrika Hettiarachchige                    | Eva Sládeková                      |
| Dameneinzel  | Ana Moura                      | Renu Chandrika Hettiarachchige                    | Thilini Jayasinghe                 |
| Herrendoppel | Ali Shahhosseini Nikzad Shiri  | Mohammadreza Kheradmandi Shahram Karami           | Mohammad Attique Rizwan Azam       |
| Herrendoppel | Ali Shahhosseini Nikzad Shiri  | Mohammadreza Kheradmandi Shahram Karami           | Golam Reza Bagheri Eskandare Jalal |
| Damendoppel  | Negin Amiripour Sahar Zamanian | Renu Chandrika Hettiarachchige Thilini Jayasinghe | Manuchehri Nasrin Yaghini Alaleh   |
| Damendoppel  | Negin Amiripour Sahar Zamanian | Renu Chandrika Hettiarachchige Thilini Jayasinghe | Nakisa Sultani Sabereh Kabiri      |